# Meyliservet Kadın
Meyliservet Kadın, död 1891, var en av gemålerna till den osmanska sultanen Murad V (regerande 1876).